# 世知原郵便局
世知原郵便局（せちばるゆうびんきょく）は長崎県佐世保市にある郵便局。民営化前の分類では集配特定郵便局であった。

## 概要
住所：〒859-6499 長崎県佐世保市世知原町栗迎100番地1
佐世保市世知原町（旧北松浦郡世知原町、2005年（平成17年）に佐世保市に編入）の中心街にある。

## 沿革
- 1891年（明治24年）4月1日 - 世知原郵便局（三等）として開設[1]。
- 1898年（明治31年）11月16日 - 為替・貯金取扱を開始。
- 1962年（昭和37年）6月1日 - 国内欧文電報受付・配達および国際電報受付・配達の各業務を佐世保電報局に移管[2]。
- 1973年（昭和48年）11月28日 - 電話交換業務を松浦電報電話局に移管。
- 1977年（昭和52年）7月 - 現在地に局舎改築移転。
- 2007年（平成19年）10月1日 - 民営化に伴い、併設された郵便事業佐世保支店世知原集配センターに一部業務を移管。
- 2012年（平成24年）10月1日 - 日本郵便株式会社発足に伴い、郵便事業佐世保支店世知原集配センターを世知原郵便局に統合。

## 取扱内容
- 郵便、印紙、ゆうパック、内容証明
- 貯金、為替、振替、振込、国際送金、国債
- 生命保険、バイク自賠責保険
- ゆうちょ銀行ATM
- 宝くじの販売
- 佐世保市内の一部地域の集配業務

## 周辺
- 佐世保市役所 世知原行政センター（旧世知原町役場）
- 佐世保市世知原地区生涯学習センター
- 世知原炭鉱資料館
- 佐世保市立世知原中学校
- 佐世保市立世知原小学校
- 旧世知原駅跡
- ながさき西海農業協同組合世知原支店
- 松浦病院
- 世知原温泉「山暖簾」
- 佐々川

## アクセス
- 西肥バス 世知原行政センター前または世知原小学校前下車、徒歩約2分
- 長崎県道54号栗木吉井線より分岐の市道沿い
- 駐車場あり：2台